# Nagao-ji

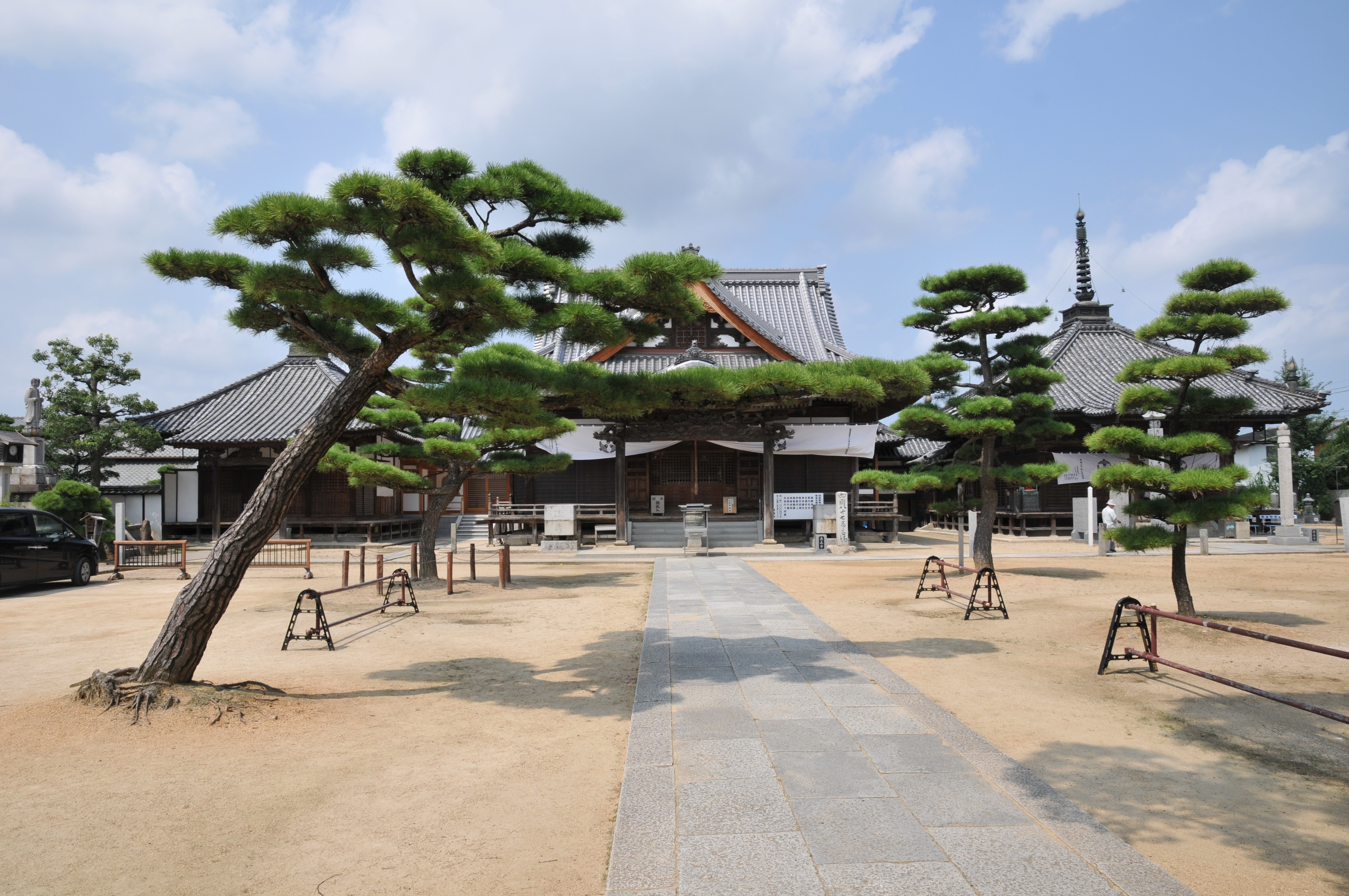
Nagao-ji, Tempelbezirk

Der Nagao-ji (japanisch 長尾寺) ist ein Tempel der Shingon-Richtung des Buddhismus in den Bergen am Nordrand der Stadt Sanuki in der Präfektur Kagawa. Er ist der 87. Tempel des Shikoku-Pilgerwegs. 

## Geschichte
Bei Ausgrabungen fand man Dachziegel mit dem „Lotus-Muster“ (蓮華文軒丸瓦, Rengemon ken-marugawara), die sich auf die Nara-Zeit datieren lassen. Der Tempelbezirk ist vollständig erhalten und ist 1 Chō (町) groß, also etwa 1 Hektar groß. Ursprünglich gehört  der Tempel zur Hossō-Richtung des Buddhismus, wechselte aber 1683 zur Tendai-Richtung. Er ist in Ost-Sanuki ein „das Land schützender“ (鎮護, Shingo) Tempel.

## Die Anlage
Vor dem Niō-Tor (仁王門) stehen durch ein Dach geschützt, zwei Steinsäulen (経幢, Kyōdō), von denen die westliche aus dem Jahr 1283 und die östliche aus dem Jahr 1286 stammt. Vermutlich sind sie für Soldaten, die während des Mongoleneinfalls 1281 gefallen sind, errichtet worden. Sie sind als Wichtiges Kulturgut Japans registriert. Gewöhnlich findet sich auf solchen Stelen ein Hinweis auf die Stifter: hier fehlt er allerdings.
Die gegenwärtige Haupthalle (本堂, Hondō) stammt aus dem Jahr 1683. Sie ließ der Fürst der Provinz, Matsudaira Yorishige (松平 頼重; 1622–1695) errichten. Die Goma-Halle (護摩堂) hat ein Pyramiden-Dach (方形・宝形 hōgyō).
Die Geliebte von Minamoto no Yoshitsune, Shizuka Gozen, soll hier Zuflucht gesucht haben und zur Nonne geworden sein. Jedenfalls gibt es auf dem Tempelgelände einen Hügel, den „Teihatsuzuka“ (剃髪塚), also einen Hügel, der  das Haar bedeckt, das man wegen des Eintritts in das Kloster abschneidet.

## Bilder

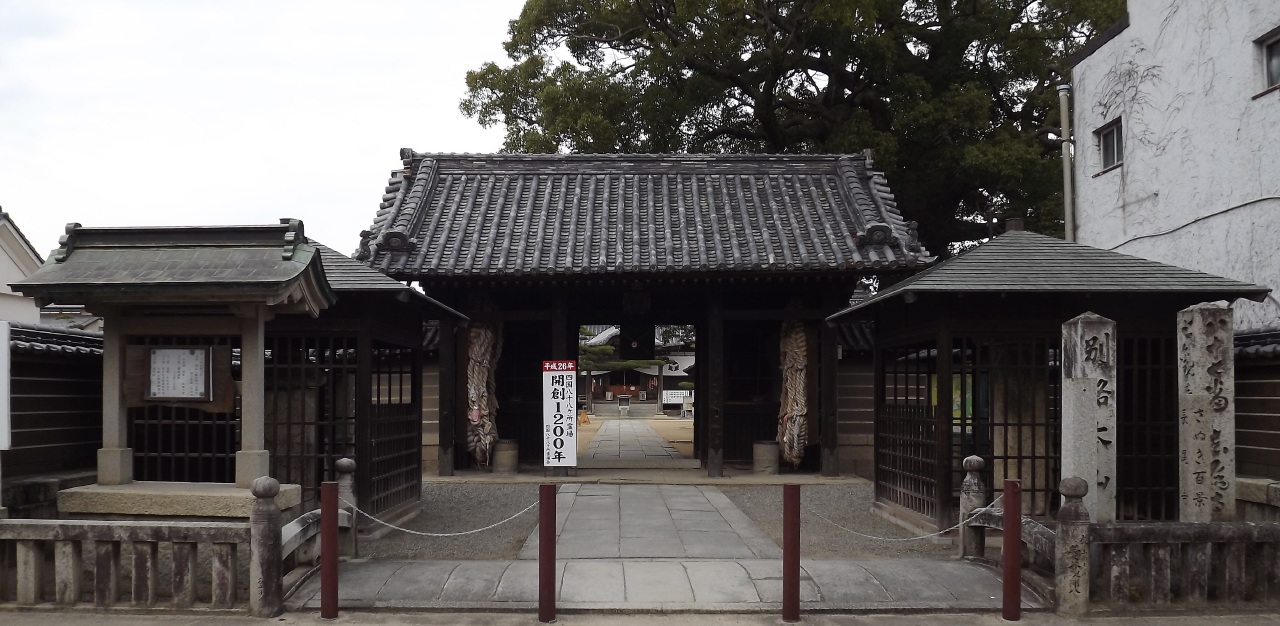
Vor dem Tempeltor
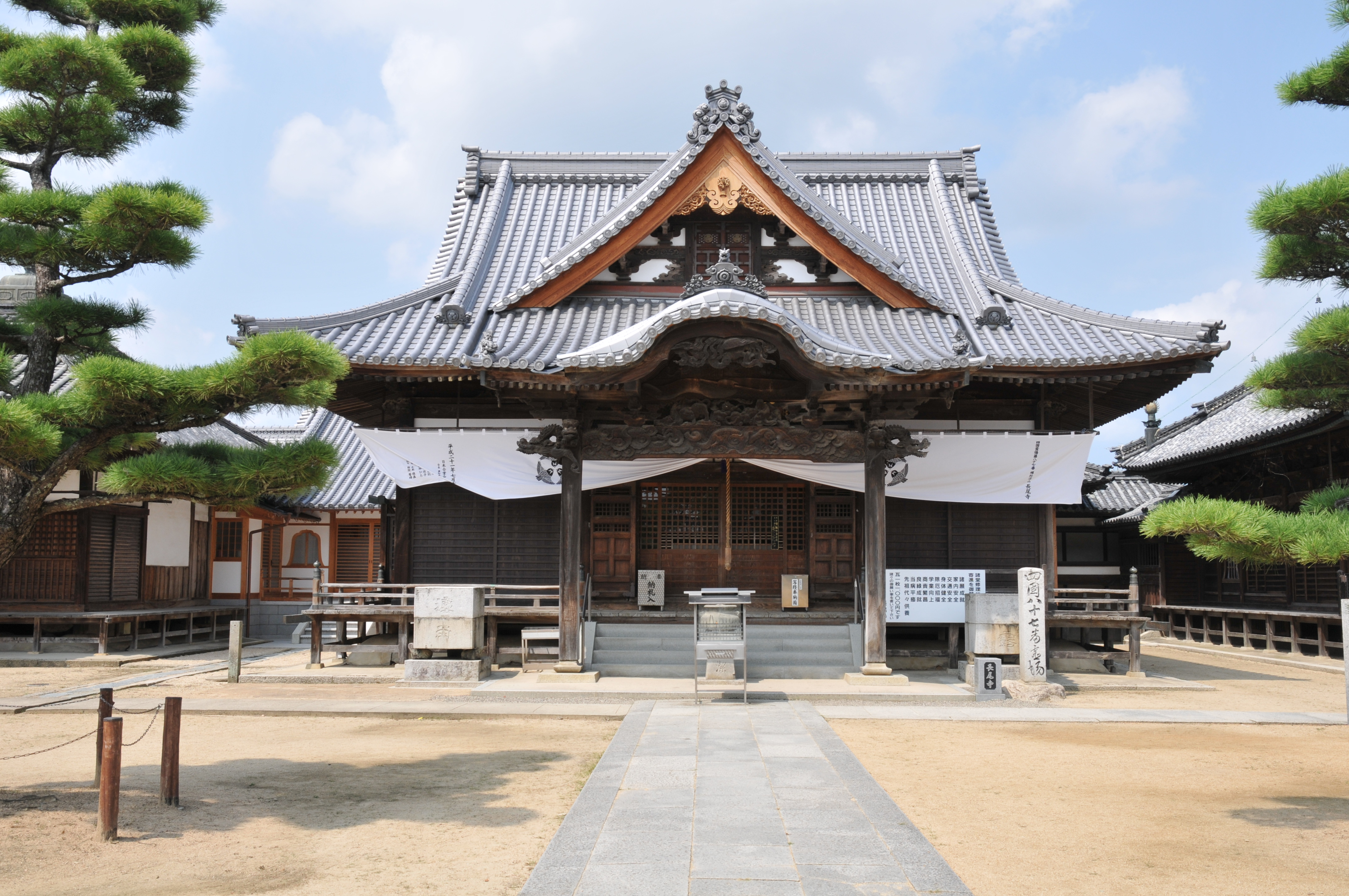
Haupthalle
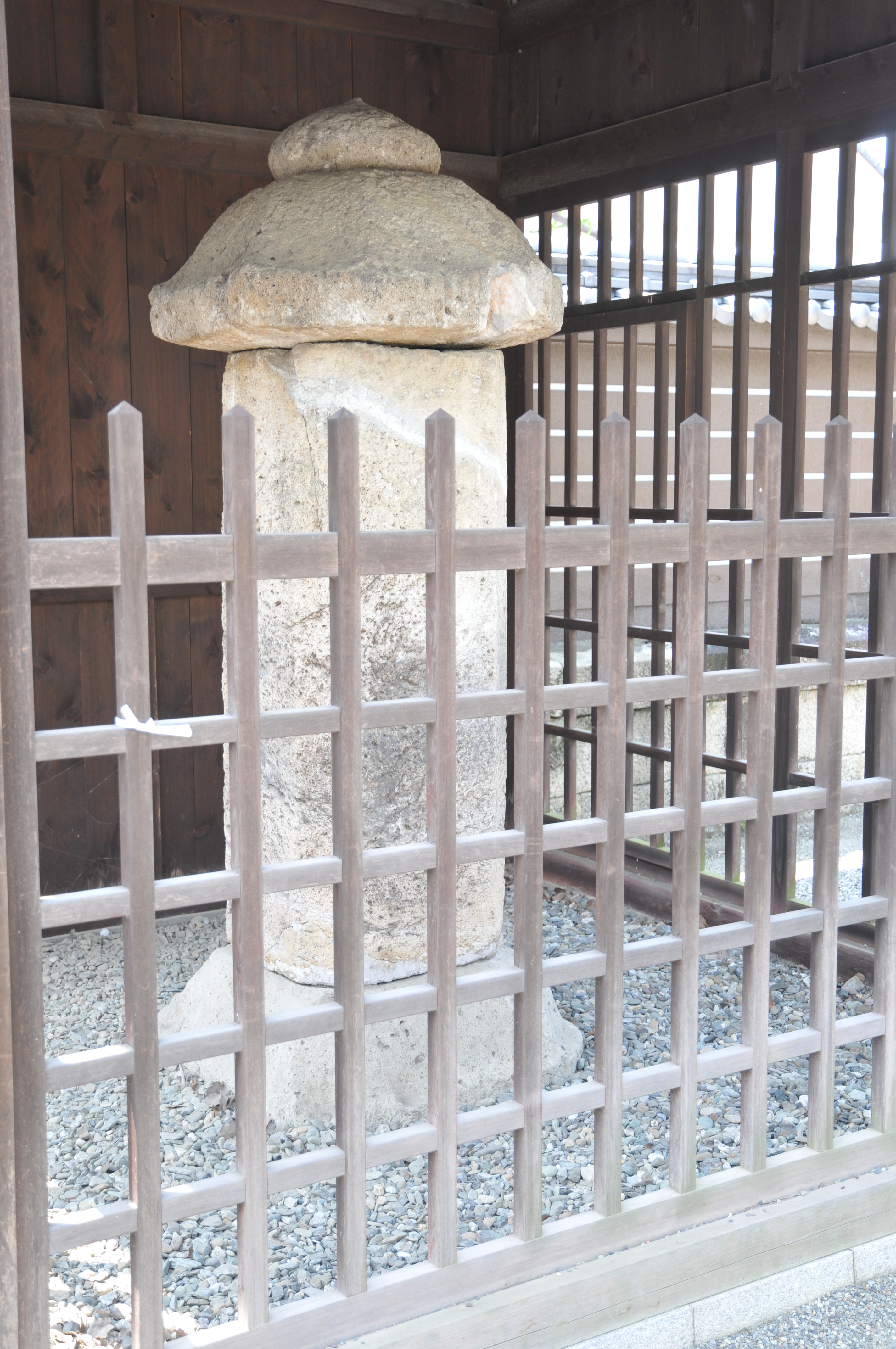
Sutra-Stele, Westseite
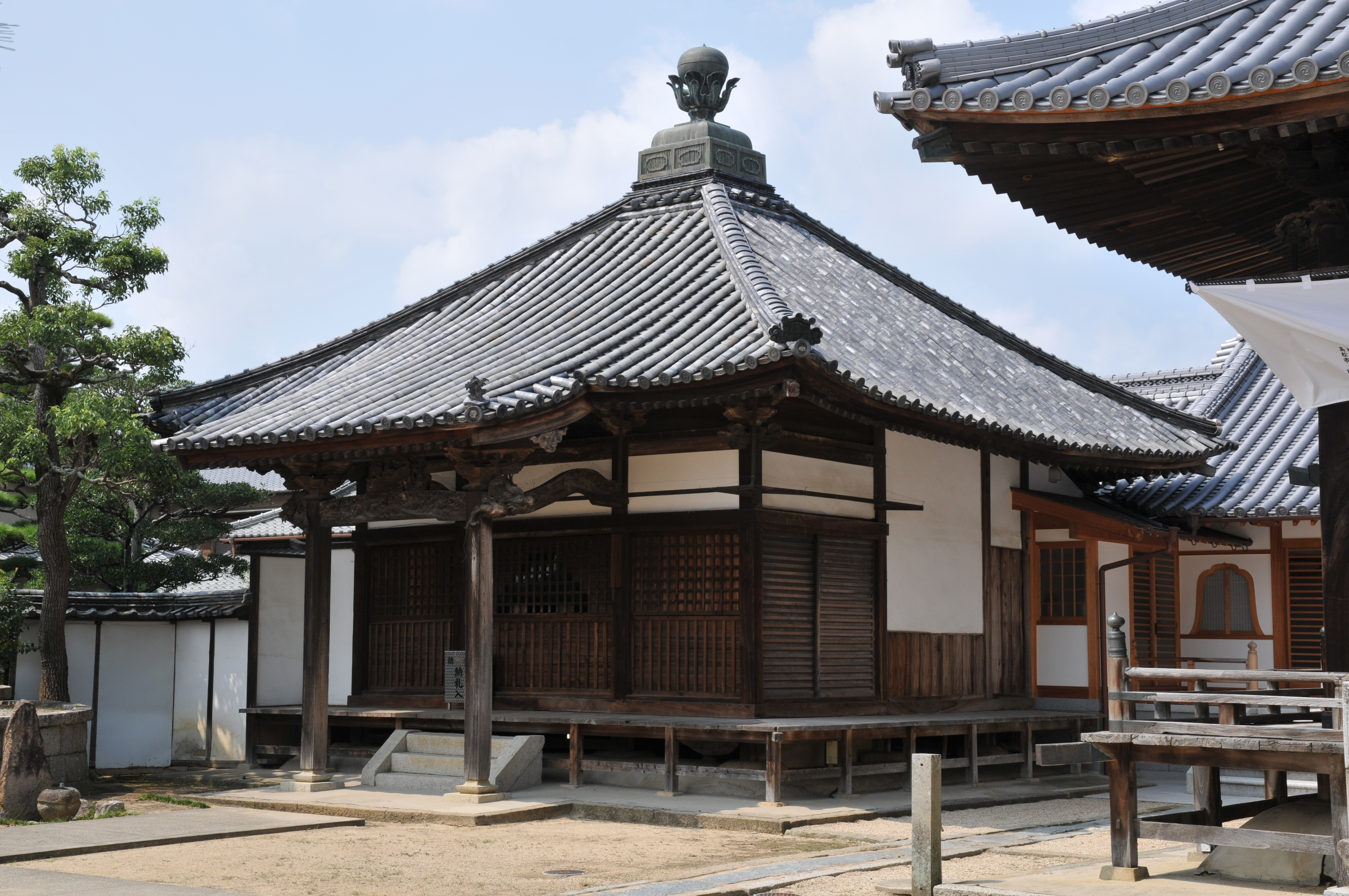
Goma-Halle
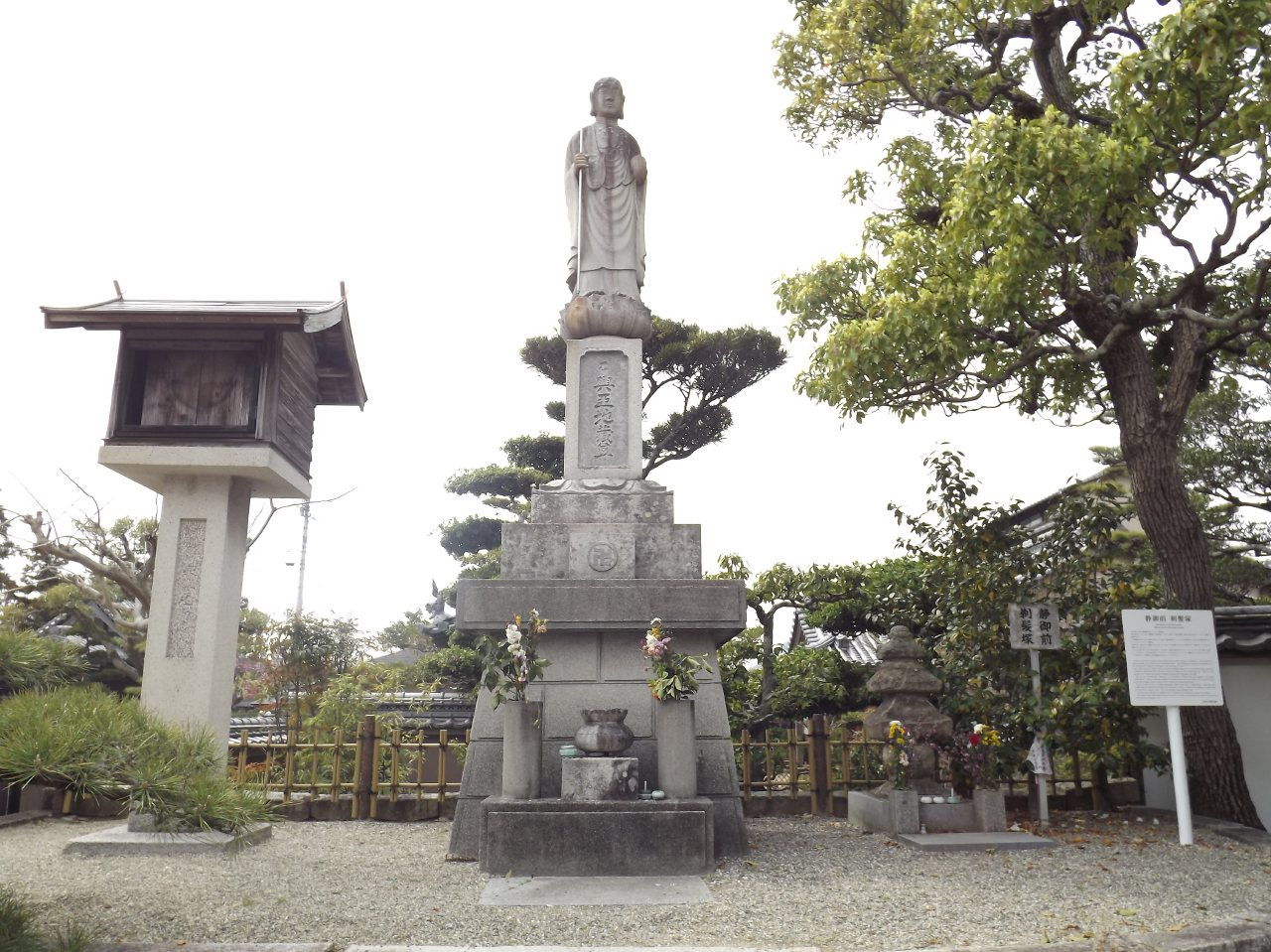
Rechts der kleine Teihatsu-Hügel
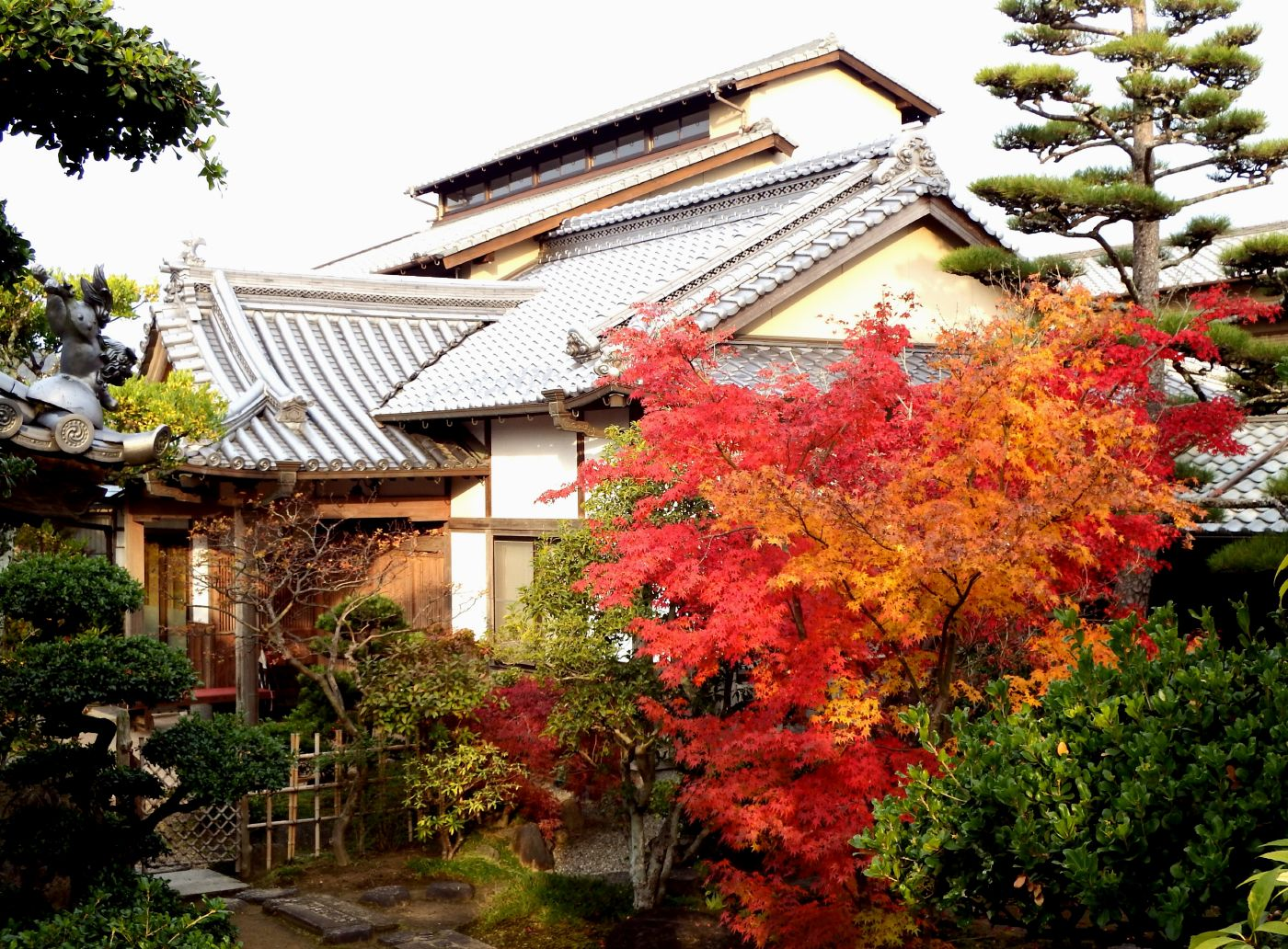
Abtquartier mit Garten
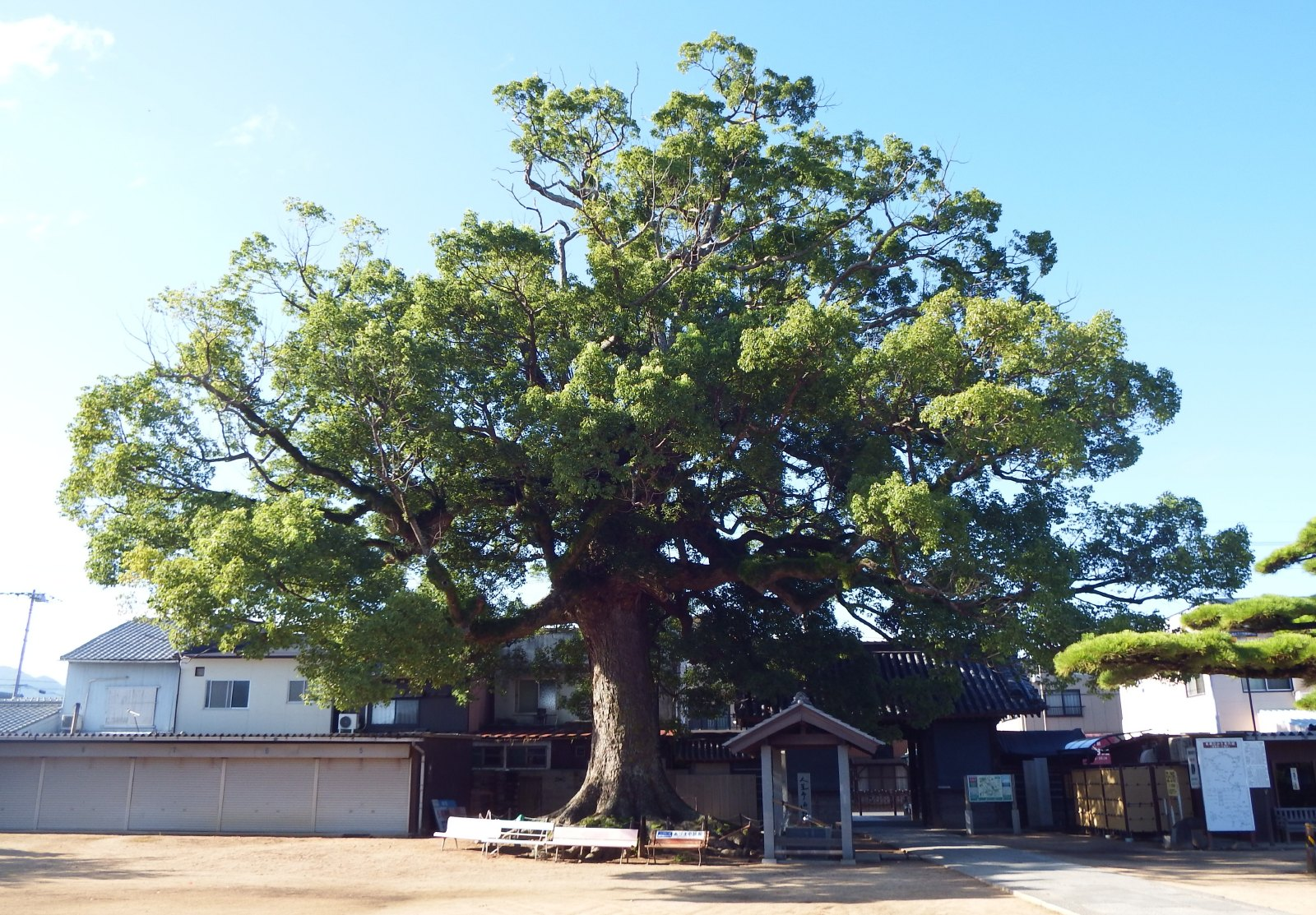
Alter Kampferbaum